# Titulares (serie)
Titulares es una serie de documentales que reflejan la vida de futuros cracks del fútbol, donde muestran sus vidas, cuentan sobre sus ídolos, etc.

## Argumento
En Titulares, se establece una sinergia entre las historias de los 11 protagonistas que – movilizados por sus sueños- se van abriendo camino a pesar de las adversidades del día a día, con la de jugadores de la talla de Ronaldinho, Robinho, Rafael Márquez, Carlos Tévez, Fernando Gago, Lionel Messi, entre otros, quienes dan testimonio del sueño alcanzado tras un largo camino recorrido.
El primer capítulo de Titulares tiene como protagonista a Checho Rodríguez, un jugador argentino cuya vida encuentra grandes paralelismos con la de Carlos Tévez: ambos nacieron en Fuerte Apache, jugaron en Boca Juniors, poseen especiales destrezas con la pelota y sueños en común.
Ejemplos como estos se dan a lo largo de las 11 historias donde las abundan similitudes entre los que se inician en el mundo del fútbol y las estrellas.

## Capítulos
Son un conjunto de 11 capítulos mostrando la vida de 11 futuros cracks.

### Lucas
- Nombre: Lucas Pezzini Leiva
- Sobrenombre: Lucas
- Fecha de nacimiento: 9 de enero de 1987
- Lugar de nacimiento: Dourados, Mato Grosso do Sul, Brasil
- Altura: 1.79 m (5’10”)
- Peso: 75 kg (165 lb)
- Posición: mediocampista
- Equipo: Grêmio de Porto Alegre
- Selección nacional: Sub-20
- Campeonatos: Brasileirão (2005), Torneo Gaúcho 2006), Torneo Sudamericano Sub-20(2007)
- Estilo de juego: mediocampista defensor, con habilidades y criterio para ir al ataque
- Jugadores favoritos: Ronaldinho, Ronaldo, Gilberto Silva, Deco
- Sueño: “ser campeón mundial con la Selección Nacional de Brasil”.
- Participación especial: Ronaldinho

Estreno: 1 de junio

### Elías
- Nombre: Elías Ricardo Figueroa
- Sobrenombre: Matador
- Fecha de nacimiento: 26 de enero de 1988
- Lugar de nacimiento: Paysandú, Uruguay
- Altura: 1.87 m (6’2”)
- Peso: 81 kg (178 lb)
- Posición: delantero (Forward)
- Equipo: Liverpool Fútbol Club, Uruguay
- Selección nacional: Campeonato Mundial Sub-17 (2005), Torneo Sudamericano Sub-20 (2007)
- Estilo de juego: delantero muy potente
- Jugador favorito: Ronaldinho
- Sueño: “lograr terminar de desarrollar mi juego, y jugar en una liga europea”.
- Participación especial: Agüero

Estreno: 5 de junio

### Camilo
- Nombre: Camilo Ignacio Peña Díaz
- Fecha de nacimiento: 5 de junio de 1992
- Lugar de nacimiento: Conchalí, Santiago de Chile
- Altura: 1.63 m (5’4”)
- Peso: 62 kg (137 lb)
- Posición: mediocampista
- Equipo: Universidad Católica
- Selección nacional: Menores de 15
- Premios: mejor jugador en el Torneo Nike (2006),marcador en torneos de verano
- Estilo de juego: jugador con técnica, tiro de gran potencia y largo alcance, y su asistencia para el pase de gol hacen que estos sean los talentos característicos de este mediocampista izquierdo
- Jugadores favoritos: Matías Fernández, Jorge Valdivia
- Sueños: “Jugar en el campeonato de Primera División de Chile, y luego ir a jugar al Barcelona de España”.
- Participación especial:  Valdivia

Estreno: 8 de junio

### Maxi
- Nombre: Maximiliano Scapparoni
- Sobrenombre: Maxi
- Fecha de nacimiento: 13 de enero de 1989
- Lugar de nacimiento: Caseros, Buenos Aires, Argentina
- Altura: 1.86 m (6’2”)
- Peso: 82 kg (181 lb)
- Posición: arquero
- Equipo: Boca Juniors
- Selección nacional: Sub-17 y Sub-20
- Campeonatos: juveniles, campeón de los campeonatos de octava y novena división
- Estilo de juego: es un arquero muy seguro, de buena contextura, que generalmente mezcla su estilo cuasi formal con una gran técnica
- Jugador favorito: Oscar Ustari
- Sueño: “jugar en la selección nacional de mi país”
- Participación especial: Ustari

Estreno: 12 de junio

### Ismodes
- Nombre: Damián Ísmodes Saravia
- Fecha de nacimiento: 10 de marzo de 1989
- Lugar de nacimiento: Jesús María, Lima, Perú
- Altura: 1.78 m (5’10”)
- Peso: 70 kg (154 lb)
- Puesto: mediocampista de ataque
- Equipo: Sporting Cristal
- Selección nacional: Sub-20 (2007)
- Estilo de juego: Cuenta con un estilo afín a Robinho que a pesar de su contextura muy delgada, se atreve a los defensores.
- Jugador favorito: Ronaldinho, Robinho, Kaká
- Sueño: “ganar la Copa Libertadores con el Cristal”
- Participación especial: Gago

Estreno: 15 de junio

### Pato
- Nombre: Alexandre Rodrigues Da Silva
- Sobrenombre: Pato
- Fecha de nacimiento: 2 de septiembre de 1989
- Lugar de nacimiento: Pato Branco, Paraná, Brasil
- Altura: 1.79 m (5’10”)
- Peso: 71 kg (156 lb)
- Posición: delantero
- Equipo: Internacional de Porto Alegre
- Selección nacional: Sub-20 (2007)
- Campeonatos: Campeón Sudamericano Sub-20 (2007)(5 goles); ganador del Torneo Internacional de Clubes (2006)
- Estilo de juego: potente marcador derecho
- Jugador favorito: Ronaldo
- Sueño: “Ser una pieza clave del primer equipo del Inter”
- Participación especial: Robinho

Estreno: 19 de junio

### Araujo
- Nombre: Patricio Gabriel Araujo Vázquez
- Sobrenombre: Pato
- Fecha de nacimiento: 30 de enero de 1988
- Lugar de nacimiento: Colima, Colima, México
- Altura: 1.75 m (5’9”)
- Peso: 75 kg (165 lb)
- Posición: defensor
- Equipo: Club Deportivo Guadalajara
- Selección nacional: Sub-17 (2005), Sub-20 (2007)
- Campeonatos: Campeonato Mundial Sub-17 (2005) –capitán del equipo-, campeonato mexicano 2006)
- Estilo de juego: defensor aguerrido, pero con talento para asistir en los momentos de ataque
- Jugador favorito: Rafael Márquez
- Sueño: “jugar en el fútbol europeo”
- Participación especial: Márquez

Estreno: 22 de junio

### Danilson
- Nombre: Luis Danilson Córdoba Rodríguez
- Sobrenombre: “El gigante”
- Fecha de nacimiento: 6 de septiembre de 1986
- Lugar de nacimiento: Quibdó, Colombia
- Altura: 1.85 m (6’1”)
- Peso: 80 kg (176 lb)
- Posición: mediocampista
- Equipo: Independiente Medellín
- Selección nacional: Sub-20 (2006), primer equipo (2007)
- Estilo de juego: potencia, buena asistencia y espíritu, altura perfecta y excelente juego de aire
- Jugador favorito: Frank Lampard
- Sueño: “demostré tanto en Medellín como en la selección nacional que soy un jugador valioso, fuerte y talentoso”.
- Participación especial: Agüero

Estreno: 26 de junio

### Giovanni
- Nombre: Giovanni Dos Santos Ramírez
- Fecha de nacimiento: 11 de mayo de 1989
- Lugar de nacimiento: Monterrey, Nuevo León, México.
- Altura: 1.74 m (5’8 1/2”)
- Peso: 77 kg (169 lb)
- Posición: mediocampista de ataque
- Equipo: Barcelona B.
- Selección nacional: Sub-17 (2005)
- Campeonatos y premios: Campeón Mundial Sub-17 (2005). Medalla de plata (mejor jugador en el torneo)
- Estilo de juego: jugador talentoso, con buen estilo y ritmo, facilidad para dejar atrás a los defensores rivales
- Jugador favorito: Ronaldinho
- Sueño: “llevar la camisata de la Selección Nacional”.
- Participación especial: Ronaldinho

Estreno: 29 de junio

### Lulinha
- Nombre: Luiz Marcelo Morais dos Reis
- Sobrenombre: Lulinha
- Fecha de nacimiento: 10 de abril de 1990
- Lugar de nacimiento: Mauá, SP, Brasil
- Altura: 1.70 m (5’7”)
- Peso: 73 kg (160 lb)
- Posición: mediocampista
- Equipo: Corinthians
- Selección nacional: sí, únicamente en Sub-17
- Jugadores favoritos: Ronaldinho, Kaká
- Sueño: “jugar en Barcelona”
- Participación especial: Tévez

Estreno: 3 de julio